# Ciril Kosmač
Ciril Kosmač est un écrivain yougoslave d'expression slovène, né le 28 septembre 1910 à Slap (Autriche-Hongrie, aujourd'hui en Slovénie), et mort le 28 janvier 1980 à Ljubljana.

## Biographie
Ciril Kosmač est né dans une famille pauvre de paysans slovènes dans l'ouest de la Slovénie actuelle, deuxième de quatre enfants. Le milieu familial encouragea dès le début son goût pour la littérature, et après des études secondaires à Gorica (Gorizia en italien), il obtint son baccalauréat à Tolmin. Il participa très jeune au mouvement révolutionnaire national, ce qui lui valut d'être emprisonné à plusieurs reprises pour activités anti-fascistes. Il s'enfuit en Yougoslavie, où il poursuivit ses études (à Ljubljana), puis ayant obtenu une bourse pour étudier à Paris et à Marseille, il partit pour la France en 1938. Il séjourna durant la Seconde Guerre mondiale en France, en Afrique du nord et à Londres, d'où il rentra en Yougoslavie. Il prit part à la résistance des Partisans durant les derniers mois du conflit. Après la guerre, Ciril Kosmač prit la direction d'un journal slovène, puis la direction artistique des films Triglav. En 1956 il s'installa à Portorož pour se consacrer exclusivement à l'écriture et à la traduction. Peu après sa mort, en 1980, lui est décerné le prix Prešeren,, plus haute récompense littéraire slovène.

## Œuvre
Une journée de printemps (titre original Pomladni dan, publié en 1953), est un très beau roman de souvenirs. Le narrateur rentre au pays après quinze ans passés à l'étranger, et surtout après la Seconde Guerre mondiale. Il remonte jusqu'à ses souvenirs d'enfance et d'adolescence, et ressasse un passé idéalisé, définitivement disparu. Ce roman retrace les changements de lieu, d'atmosphère, mais également les changements que les voyages, l'âge et la guerre ont provoqués chez le narrateur.